# Livry (Calvados)
Livry er en kommune i Calvados departmentet i Basse-Normandie regionen i det nordvestlige Frankrig.

## Seværdigheder
Det fredede chapelle de Saint-Sulpice ligger i kommunen.